# Copa del Sol
De Copa del Sol is een jaarlijkse internationaal voetbaltoernooi gespeeld op een wisselende locatie aan de Spaanse zuidkust. Het eerste toernooi werd gehouden in februari 2010. Aan het toernooi, met een deelnemersveld variërend tussen de 8 en 16, doen met name de clubs uit Noord- en Oost-Europa als voorbereiding op de competitie die in die regio's in het voorjaar van start gaat. 
Het toernooi wordt georganiseerd door het  Zweedse IEC in Sports, een deel van de Lagardère Group en het Noorse Norsk Toppfotball.
De eerste editie kende twee winnaars omdat de finale vanwege zware regen niet kon doorgaan. Het totale prijzengeld van het toernooi in 2011 was € 200.000 euro waarvan €40.000 voor de winnaar.

## Winnaars
| Jaar | Winnaar                         | Uitslag | Tweede           | Aantal deelnemende clubs |
| ---- | ------------------------------- | ------- | ---------------- | ------------------------ |
| 2010 | Sjachtar Donetsk en CSKA Moskou | -       | -                | 8                        |
| 2011 | Karpaty Lviv                    | 1-0     | Sjachtar Donetsk | 16                       |
| 2012 | Spartak Moskou                  | 1-0     | FC Kopenhagen    | 12                       |
| 2013 | Sjachtar Donetsk                | 2-1     | Widzew Łódź      | 12                       |
| 2014 | Strømsgodset IF                 | 1-0     | Astra Giurgiu    | 10                       |